# Marusho
Lilac en Marusho zijn historische Japanse merken van motorfietsen.
De bedrijfsnaam was Marusho Shokai Co. Ltd., vanaf 1951 Marusho Motorcycle Industrial Co., vanaf 1963 Lilac Co. Ltd. De officiële vestigingsplaats was Tokio, omdat daar het hoofdkantoor stond, maar de fabriek stond in Hamamatsu.

## Geschiedenis
Het bedrijf "Marusho Shokai Co. Ltd" werd opgericht door Masashi Ito, een voormalig compagnon van Soichiro Honda. In 1946 was hij zijn eigen auto- en carrosseriebedrijf begonnen, waar vanaf 1948 carrosserieën voor de trucks van Toyota en Nissan geproduceerd werden. De naam "Maru-Sho" betekent zo ongeveer: "het streven naar perfectie". Masashi Ito wilde dan ook de "perfecte motorfiets" gaan maken. Om dat te bereiken kopieerde hij er lustig op los. Dit kopiëren heeft in Japan een andere klank dan in de westerse wereld; het wordt als een eerbetoon aan het voorbeeld beschouwd. Ito keek nadrukkelijk naar voorbeelden van andere merken, voornamelijk uit Duitsland. Hij was bijzonder gecharmeerd van de cardanaangedreven motorfietsen van Zündapp, BMW en Victoria. In sommige gevallen bracht hij technisch onzinnige detailwijzigingen aan om rechtszaken voor plagiaat te voorkomen. In andere gevallen werd bijvoorbeeld het motorblok van het ene model benaderd, terwijl het rijwielgedeelte op dat van een compleet ander merk leek. De merknaam "Lilac" werd gekozen vanwege de westerse klank en omdat Ito's vrouw van seringen (lilacs) hield. Toen het bedrijf het in de jaren zestig moest hebben van de export werd daarvoor de naam "Marusho" gebruikt. De bedrijfsgeschiedenis bestaat eigenlijk uit twee delen: Het tijdperk tot aan het eerste faillissement (van 1951 tot 1961) en het "Marusho" tijdperk (van 1964 tot 1967). In de periode na het faillissement in 1961 ontwikkelde het bedrijf, dat zijn schulden probeerde af te betalen met productiewerk voor Honda, desondanks veel nieuwe modellen, die onwaarschijnlijk duur geconstrueerd waren. Ze waren vrijwel uitsluitend voor de export naar de Verenigde Staten bestemd en een groot aantal waren praktisch onverkoopbare 125 cc modellen, die allemaal cardanaandrijving hadden. Er werden zelfs prototypen gemaakt met door koningsassen aangedreven nokkenassen, een systeem dat normaal gesproken alleen voor peperdure wegracemotoren was weggelegd. Na de heroprichting als "Lilac Co. Ltd" in 1963 werd besloten zich op een zwaardere categorie motorfietsen te concentreren. Tot die tijd was de zwaarste "Lilac" een 339 cc motor geweest, maar nu kopieerde men nauwgezet de motor van de BMW R 50/2 die in de Verenigde Staten onder de naam "Marusho" verhandeld werd. Marusho kon de hevige concurrentiestrijd op de Amerikaanse markt van met name de Britse merken niet winnen. Het bedrijf had weliswaar technisch zeer hoogwaardige motorfietsen gemaakt, maar zakelijk was het geen succes. De binnenlandse markt werd in de jaren zestig gedomineerd door Honda, Yamaha, Suzuki, Meguro en Kawasaki.

### Lilac

#### Lilac ML, LB en LC
De eerste modellen uit het begin van de jaren vijftig, het "ML" prototype en de Lilac LB en LC, waren 150 cc viertakten met een langsgeplaatste motor, een plaatframe en cardanaandrijving, en duidelijk geïnspireerd op de Zündapp OK 200 uit 1933. Het prototype "ML" week af van de latere productiemodellen. Er was nog een zijklepmotor toegepast en de boring/slagverhouding was 55 × 62 mm en het prototype had een tweeversnellings automaat en een dubbele natte centrifugaalkoppeling. De productiemodellen hadden een kopklepmotor met een boring van 57 mm en een slag van 58 mm en een handgeschakelde tweeversnellingsbak. De LB werd alleen in 1951 geproduceerd, de LC alleen in 1952.

#### Lilac KD, KE en KH
In 1952 verscheen een nieuwe serie Lilac kopkleppers met buisframes en plunjervering achter. Ze werden in verschillende cilinderinhouden (150,- 200- en 250 cc) geleverd, de KD had 150 cc, de KE 200 cc en de KH 250 cc. Het model "KD" werd in 1952 en 1953 geproduceerd, de KE en KH alleen in 1954. Opvallend is dat bij de KD was teruggegrepen op de boring/slagverhouding van het ML prototype.

#### Lilac TW Dragon
Zündapp bouwde in 1953 het B 250 prototype met een kleine 250 cc kopklep boxermotor en veel plaatwerk, dat echter nooit de productie haalde. De Lilac TW Dragon was qua vormgeving een vrijwel exacte kopie van deze motorfiets en kwam ook al in 1953 op de markt, waardoor het waarschijnlijk is dat Zündapp het ontwerp aan Marusho Shokai Co. Ltd. verkocht heeft. Er werd in de Lilac wel een andere motor toegepast, een 350 cc zijklep boxermotor. De Zündapp had een uit buizen bestaand brugframe waarbij de buizen boven de cilinders liepen, bij de Lilac was een dubbel wiegframe gebruikt. De Lilac werd in 1953 en 1954 geproduceerd, waarschijnlijk in kleine aantallen.

#### Lilac JF en JF-2 Baby Lilac scooters
De Baby Lilac modellen JF en JF-2 werden geproduceerd van 1953 tot 1956. Dit was een kruising tussen een scooter en een motorfiets. De JF (die mogelijk ook wel JF-1 werd genoemd) had een langsgeplaatste 90 cc motor, maar voor het eerst werd een tweetaktmotor toegepast. De eerste modellen hadden een telescoopvork, later werd een schommelvoorvork toegepast. Waarschijnlijk maakt juist die voorvork het verschil tussen de JF en de JF-2 en niet de cilinderinhoud. De JF-2 was namelijk leverbaar met de 90 cc motor, maar ook met een 104 cc motor.

#### Lilac SY en SW Lancer
Bij Zündapp was men nooit verdergegaan met de van overvloedig plaatwerk voorziene B 250, en Marusho kwam er ook al snel achter dat dit model (de TW Dragon) niet erg aansloeg. Daarom verschenen in 1955 twee aanmerkelijk sportievere modellen, een eencilinder kopklepper, de SY, en een tweecilinder, de SW Lancer. De SY had de 250 cc motor van de KH, maar in het model waren de lijnen van de BMW R25 duidelijk te herkennen. Toch zag de SY er vlotter uit dan de BMW, simpel vanwege de licht gekleurde flanken van de tank. De SW Lancer was uiterlijk identiek aan de SY, maar met de 350 cc tweecilinderboxermotor van de TW Dragon. Beide modellen werden alleen in 1955 en 1956 geproduceerd.

#### Lilac AQ
Dit 125 cc model, dat van 1955 tot 1957 werd geproduceerd, heette eigenlijk alleen "AQ". De Japanners gaven het de bijnaam "Sankyu", dat moest lijken op "Thank You". Hier werd een uit buizen bestaand brugframe toegepast, dat weer veel leek op dat van de Zündapp B 250. De motor had een lange slag (boring × slag bedroegen 52 × 58 mm) en was langsgeplaatst omdat er cardanaandrijving was toegepast. Er was een Earles voorvork ingebouwd. Er werden er 2.279 geproduceerd.

#### Asama racers

##### Lilac SYZ
In 1955 leverde de jonge coureur Fumio Ito, die in de jaren zestig Japans beroemdste motorcoureur zou worden een topprestatie in de "lichte klasse" tijdens een race op de vulkaan Asama. Volgens sommige bronnen was het een 125 cc heuvelklim, waarin hij tweede werd achter een fabrieks Yamaha maar vóór een vijftal fabrieks Honda's. Volgens andere bronnen was het de "lichte klasse" en won Fumio Ito de race met een raceversie van de Lilac SY, de Lilac SYZ. Dit laatste is waarschijnlijker, want tweede worden in een 125 cc race met een 250 cc motorfiets is niet erg logisch. Over de naam van de race is men het ook niet eens. Er wordt gerefereerd aan de "All Motorcycle Endurance Road Race", de "All Japan Volcano Scramble Race", de "1955 Asama Road Race" en de "Asama Kogen Factory Endurance Race". In de Honda racehistorie vindt men de vermelding van een tweede plaats in de Asama race voor honda, áchter een 250 cc Lilac. Hoe dan ook, Fumio Ito, indertijd pas 16 jaar oud, had naam gemaakt evenals het merk Lilac.

##### Baby Lilac SF-3 racer
Marusho boorde het 90 cc motortje van de Baby Lilac scooter op tot 57 × 49 mm, waardoor een 125 cc blokje ontstond. De meeste concurrenten hadden vijf versnellingen, bij een heuvelklim een groot voordeel, maar de Lilac racer had er slechts twee, zoals de Baby Lilac. Deze motorfiets werd ingeschreven in een teamwedstrijd, waarbij de rijders 8e, 12e en 15e werden, maar het team in totaal een tweede plaats behaalde. Deze racer had een kopklepmotor en cardanaandrijving.

##### SR-ZII
Marusho bouwde ook 250- en 350 cc racers, die geen cardanaandrijving, maar een dwarsgeplaatste motor en kettingaandrijving hadden. Van deze motorfietsen is bekend dat er in elk geval in 1957 in Asama een derde plaats behaald werd. Ook bij deze motorfietsen was "gewinkeld". Het waren wellicht geen kopieën, maar ze leken toch wel erg veel op de Honda Dream racers uit die tijd.

#### Lilac PV Minna scooter
Alleen in 1956 produceerde men deze eerste echte scooter met een 125 cc tweetaktmotor. Hij was niet gebaseerd op de Baby Lilac, want de motor lag zoals bij de Europese scooters vlak vóór het achterwiel. Er was een automatische versnellingsbak toegepast. De eindaandrijving werd door tandwielen verzorgd. "Minna" betekent "iedereen".

#### Lilac UY en UY-2
De UY uit 1956 was een verbeterde versie van de 250 cc Lilac SY. Hoewel de machine haar afkomst van de BMW R 25 niet verloochende, was ze zeker zo modern als de ongeveer gelijktijdig gepresenteerde BMW R 26. Bij beide machines was de plunjervering achter vervangen door een swingarm. De BMW had nog steeds de stemmig zwarte kleur met witte biezen, die nog uit 1923 dateerde, maar de Lilac UY zag er iets lichter en vlotter uit en behield de telescoopvork. De UY-2 werd in dezelfde periode (1956 en 1957) geproduceerd, maar had een iets andere tank, een ander gereedschapskastje en een andere velgmaat achter.

#### Lilac BR en BT
De 175 cc BR en de 125 cc BT werden allebei geproduceerd in 1957 en 1958. De BT was de vervanger van de AQ, terwijl de BR de eerste 175 cc motorfiets van Lilac was. Uiterlijk waren ze identiek, maar niet bepaald "vlotte" modellen te noemen. Het waren dan ook meer motorfietsen die voor woon-werkverkeer bedoeld waren. De Earles voorvork was vervangen door een korte, geduwde schommelvoorvork. Opvallend is dat de BT bijna 3 pk's méér leverde dan de AQ, met dezelfde motor. Dat lag aan het hogere motortoerental van de BT.

#### Lilac DP Baby Lilac
Dit lichte motorfietsje werd in 1957 en 1958 geproduceerd (hoewel er mogelijk enkele exemplaren in 1956 en 1959 geleverd werden). Het was niet de opvolger van de JF-modellen, want er was niets "scooterachtigs" aan te zien. De ontwikkeling moet een forse investering geweest zijn, want er was een heel nieuw brugframe toegepast en ook de 90 cc motor was niet overgenomen van de vorige modellen. De motor had een licht hellende cilinder en was nu dwarsgeplaatst, maar tóch was er cardanaandrijving gebruikt, waardoor een extra haakse overbrenging nodig was.

#### Lilac CY-2 en FY-5
De 250 cc CY-2 volgde in 1958 de UY-serie op. De machine leek veel op de Honda C70 Dream, met hetzelfde forse voorspatbord en de geduwde schommelvoorvork. Ook was er net als bij de Honda veel plaatwerk toegepast en had de machine een enkel zweefzadel. De machine werd in 1959 alweer opgevolgd door de FY-5. De voorvork was weer vervangen door een telescoopvork en omdat het plaatwerk weer verdwenen was, zag die machine er een stuk vlotter uit. De FY-5 was de laatste 250 cc eencilinder van het merk.

#### Lilac EN
In 1958 en 1959 werd het 125 cc model EN geleverd. Het was opnieuw een tweetakt, maar nu met een dwarsgeplaatste motor, net als de 90 cc DP Baby Lilac. En toch had dit lichte motorfietsje nog steeds cardanaandrijving. Het was de laatste 125 cc eencilinder van Lilac, de machine werd in 1959 opgevolgd door de CF-28 V-twin.

#### Lilac LS-18 en CF-28
In 1959 verscheen de Lilac LS-18, waarvan in elk geval de langsgeplaatste V-twin geïnspireerd was op de 350 cc Victoria Bergmeister. De LS-18 mat echter slechts 250 cc, waarmee de problemen in verband met een eventueel plagiaat opgelost waren. De LS-18 loste de 250 cc eencilinders af (de laatste was de FY-5). De LS-18 had een dubbel wiegframe, een buddyseat en uiteraard cardanaandrijving. De Bergmeister was in 1955 uit productie gegaan, toen plunjervering achter nog gangbaar was. De Lilac kreeg een moderne swingarm als achtervork. In 1960 werd het model licht gewijzigd: het frame, de vorm van de gereedschapskast en de tank werden veranderd. De laatste wijziging vond in 1961 plaats, toen de machine al het uiterlijk kreeg van zijn opvolger, de LS-38. Er waren nu richtingaanwijzers aangebracht, die heel mooi in de voorvork en het achterlicht geïntegreerd waren. De tank was weer strakker vormgegeven en liep naar de buddyseat af, in tegenstelling tot de hoge, bullige tank van de eerste modellen. In 1964 eindigde de productie van de LS-18. De CF-28 had eveneens deze langsgeplaatste V-twin maar mat slechts 125 cc. Deze machine had een brugframe. Opvallend waren de platte, rechthoekige uitlaatdempers, waar de voetsteunen doorheen staken, waardoor het leek dat ze op de uitlaten gemonteerd waren. De CF-28 werd in 1961 opgevolgd door de CF-40 "Sue". De Lilac V-twins hadden allemaal een versnellingsbak met een roterende schakeling, waardoor men vanaf de hoogste versnelling meteen door kon schakelen naar de vrijstand en de eerste versnelling. Een systeem dat in Japan ingeburgerd was, maar Europese en Amerikaanse klanten niet kon bekoren.

#### Lilas AS-71 (Mitsubishi Silver Pigeon Galepet)
Deze scooter was de directe aanleiding tot het eerste faillissement van Marusho. De Lilac AS-71 is mogelijk alleen een prototype geweest, maar waarschijnlijker is dat er een aantal geproduceerd zijn voordat Mitsubishi haar oog op dit model liet vallen. De AS-71 was een 50 cc scooter met een aantal moderne snufjes, zoals de enkelzijdige voorwielophanging en de Continu variabele transmissie.

#### Faillissement
De Silver Pigeon scooters van Mitsubishi verkochten slecht, en men zocht een goedkoop model om onder de naam "Silver Pigeon Galepet" te verkopen. Er werd een deal gesloten tussen Marusho en Mitsubishi: Marusho zou 300.000.000 Yen van Mitsubishi lenen om een compleet nieuwe fabriek met productielijnen te bouwen. Men dacht jaarlijks 10.000 scooters af te kunnen nemen, maar dit aantal werd al snel bijgesteld naar 6.000 en later zelfs 3.000. Masashi Ito spendeerde 150.000.000 Yen aan de nieuwe fabriek en de machines, die 27.600 eenheden per jaar zouden kunnen afleveren. Mitsubishi trok zich echter terug en betaalde slechts 50.000.000 Yen. In 1960 kon Ito niet meer aan zijn financiële verplichtingen voldoen. De productie van de inmiddels geïntroduceerde V-twins was in de oude fabriek in volle gang, maar Ito was zijn dealernetwerk kwijtgeraakt. De dealers weigerden zijn motorfietsen te verkopen in verband met de overeenkomst met concurrent Mitsubishi. Vanaf dat moment moesten de Lilac motorfietsen door eventuele kopers bij de fabriek opgehaald worden. Hoewel er al eerder sporadisch Lilac motorfietsen geëxporteerd waren, werd de export voor het bedrijf nu van levensbelang. In Californië werd de "M-C Supply Co." importeur van de V-twin machines. Men verhandelde de 125 CF-40, de 250 cc LS-18, zijn opvolger de LS-38 en de 300 cc MF-39. De CF-40 werd nauwelijks verkocht, want hij was met een prijs van $ 495 slechts honderd dollar goedkoper dan de LS-18. De MF-39 werd zelfs niet in Japan verkocht en was uitsluitend voor de export bestemd. Er werden tussen 400 en 800 Lilac motorfietsen geïmporteerd door M-C Supply, in elk geval te weinig om de financiële nood van Marusho Motorcycle Industrial Co. te verlichten. Op 12 oktober 1961 ging Marusho failliet met een schuld van 1.700.000.000 Yen.
In 1962 ging Marusho onderdelen voor Honda maken en begon men de schulden af te betalen. Ook onder de eigen "Lilac" naam werden nog motorfietsen gebouwd en zelfs nieuwe prototypen ontwikkeld. Omdat enkele ontwerpers overstapten naar Bridgestone en Honda, kregen veel modellen van die merken typische "Lilac" kenmerken. Vooral de Bridgestones, die de hoge tank van de LS-18 kregen.
In 1963 werd het bedrijf heropgericht onder de naam "Lilac Co., Ltd." en in 1964 werd de productie weer opgestart. Het bedrijf was nu wel veel kleiner geworden en nog steeds werd er voornamelijk voor de Amerikaanse markt geproduceerd. Daarvoor werden opnieuw in Californië importeurs gezocht. Genichiro Roy Hiraishi richtte in mei 1964 de "U.S. Marusho Corp." op.

#### Lilac LS-38, MF-39 en MF-330 Lancer Mark IV
Van 1959 en 1964 produceerde Lilac, ondanks de financiële problemen, twee nieuwe modellen, eveneens kleine V-twins met de "Victoria Bergmeister" motor. De LS-38 had 247 cc en verscheen naast de even grote LS-18. De MF-39 had een 288 cc motor waarbij de cilinders en de drijfstangen 3 mm langer waren (hieruit is echter niet af te leiden dat ook de slag werd verlengd, de cilinderinhoud wordt benaderd met de 54 mm boring van de LS-38 en de 63 mm slag van het MF-330 prototype). De MF-330 Lancer Mark IV mat 332 cc. Van dit laatste model werd waarschijnlijk alleen een prototype gemaakt. Deze "sportmodellen" kregen twee carburateurs en daardoor ook iets meer vermogen. De gereedschapskastjes aan de zijkanten waren verhuisd naar het achterspatbord en zaten nu onder het kleine bagagerekje. Aan de zijkant waren nu ronde platen geplaatst, die leken op startnummerplaten, maar waar de naam "Lilac" op stond.

#### Lilac CF-40 Sue en FF-40
De 125 cc CF-40 werd alleen in 1961 geproduceerd en was de opvolger van de CF-28. Hij had wat uiterlijke kenmerken van de 250- en 288 cc LS-38 en MF-39 meegekregen, zoals de "startnummerplaten" aan de zijkant en de hoge tank met verchroomde flanken. De kleppendeksels waren van koelribben voorzien, waardoor het op een tweetaktmotor leek, maar het was dezelfde kopklep V-twin gebleven. De toevoeging "Sue" is mogelijk slechts een Amerikaanse bijnaam. De FF-40 had de 150 cc uitvoering moeten worden, maar het is niet eens zeker of er een prototype is gemaakt.

#### Lilac C-81 en C-82
Van 1961 tot 1963 (waarschijnlijk, deze jaartallen zijn herleid uit framenummers) werden deze twee lichte motorfietjes geproduceerd. Vreemd is dat ze een geheel nieuwe 90° V-twin motor kregen (alle andere V-twins hadden een 66° motor). Daarmee produceerde Lilac tussen 1959 en 1961 liefst drie verschillende 125 cc blokken: de eencilinder tweetakt van de Minna scooter, de CF-28/CF-40 motor en dit nieuwe blokje van de C-81. De C-82 had een iets langere slag, waarmee de cilinderinhoud op 147 cc kwam.

#### Lilac C-103 prototype en C-105 prototype
Tijdens de Tokyo Motor Show van 1964 presenteerde Lilac twee prototypen met tweecilinder boxermotoren met bovenliggende nokkenassen die door koningsassen werden aangedreven. Dit waren nog niet de "BMW-kloons" die het merk later zou maken. De blokken waren duidelijk afgeleid van de V-twins. De C-103 mat 125 cc en de C-105 mat 160 cc. Tot productie is het nooit gekomen.

#### Lilac MF-19
De MF-19 was een grotere (288 cc) versie van de LS-18 en werd alleen in 1964 geleverd. Hij had de langere slag en de langere cilinders en drijfstangen van de MF-39, maar als toermotor was er slechts één carburateur toegepast. De machine was uiterlijk identiek aan de laatste versie van de LS-18.

### Marusho
Tot 1964 had Marusho veelal motorfietsen gebouwd die geïnspireerd waren door (en veel leken op) modellen van Zündapp en Victoria, maar er waren wel altijd tamelijk grote verschillen in de uitvoering geweest, ook waar het de motortechniek betrof. Begin 1964 (mogelijk zelfs eind 1963) begon men echter met de productie van 500 cc modellen, waarvan het motorblok een bijna exacte kopie was van het tweecilinder boxerblok van de BMW R 50/2. Daarmee ging Marusho toch nog minder ver dan de Japanse merken BIM en DSK, die de hele BMW namaakten. Bovendien was Marusho al eens in de problemen gekomen met een te nauwe kopie van de BMW R 51/3. BMW stevende rond 1964 op een hevige crisis af, waarbij men zich zelfs af vroeg of de productie van motorfietsen wel door moest gaan. Marusho was feitelijk failliet, dus dat mag men ook wel een crisis noemen. Toch dachten en handelden de Japanners veel vooruitstrevender dan BMW, waarbij men zich wel de ontwikkeling van het blok uiteraard grotendeels bespaarde. De opdracht voor de Amerikaanse importeur was duidelijk: de BMW klanten overhalen naar het Marusho-kamp, met het hun vertrouwde BMW-motorblok, maar in een veel moderner ontwerp.

#### Verschillen en overeenkomsten met BMW
Om te beginnen zagen de Marusho modellen er vlotter uit dan de BMW's uit dezelfde periode. BMW gebruikte nog de ouderwetse Earles voorvork en plunjer-achtervering en begon heel voorzichtig andere kleuren dan het zwart/wit uit 1923 te gebruiken. Het ontwerp van de BMW dateerde van 1955, terwijl de Marusho-ontwerpen zo modern waren dat ze bij de Japanse concurrenten navolging vonden. In het motorblok pasten heel wat originele BMW-onderdelen, zoals de stoterstangrubbers, de koppakkingen, de cilinderkoppen, de kleppendekselpakkingen, de zuigers (hoewel die van Marusho dubbele olieschraapveren hadden), de krukas en de drijfstangen. Om niet van plagiaat beschuldigd te worden werden een aantal technisch nutteloze wijzigingen aangebracht, zoals het gebruik van andere schroefdraad of een gewijzigde plaatsing van bout- en schroefaansluitingen. De oliepan van de Marusho's was van gegoten aluminium, die van BMW van dun plaatstaal. Beter dan bij BMW was de bevestiging van de cilinderkoppen met lange draadeinden, terwijl de cilinders van aluminium waren (bij BMW van gietijzer). Deze aanpassingen voerde BMW pas bij de /5-serie in 1969 in. De Marusho had ook een betere oliepomp en een holle nokkenas, waar de olie doorheen gevoerd werd. De tandwieloverbrengingen van de Marusho waren anders gevormd, waardoor de machines minder mechanisch geluid maakten. De BMW had al een diafragmakoppeling, terwijl de drukgroep van de Marusho nog met schroefveren werkte. Ook was de koppeling van de Marusho kleiner dan die van BMW. De aandrijflijn (versnellingsbak en cardanaandrijving) werd niet van BMW overgenomen. Hiermee had Marusho immers jarenlang ervaring: er waren nooit motorfietsen zonder cardanaandrijving gebouwd. De versnellingsbak was feitelijk die van de lichte Lilac V-twins. Die V-twins hadden een versnellingsbak met roterende schakeling, die buiten Japan niet gewaardeerd werd. Er was bij de derde versnelling een geel lampje geschakeld, dat aangaf dat nog één keer veilig (naar de vierde versnelling) geschakeld kon worden. Bij de boxers was dit lampje er nog steeds, maar de versnellingsbak roteerde niet meer. De vrijstand lag echter nog steeds helemaal bovenin (na de vierde versnelling). Vanuit de vrijstand moest men dus vier keer trappen om in de één te komen. De versnellingsbak van de Marusho was véél moderner dan die van BMW vanwege de schakelwals. De BMW's hadden nog een schakelklok, en BMW stapte daar pas in 1993 van af toen de BMW R 1100-serie verscheen. De BMW had wel een kruiskoppeling achter de versnellingsbak, terwijl de Marusho daar een Hardischijf met zes gaten had. De trommelremmen van de BMW waren aanmerkelijk beter; de BMW voorrem was een 40 mm duplexrem, die van de Marusho een 36 mm simplexrem. Het frame van de Marusho was met zijn ronde buizen aanmerkelijk eenvoudiger en goedkoper dan dat van de BMW, die ovale buizen had. Een doordacht detail van de Marusho was een extra ophangpunt boven op de motor, dat bovendien dienstdeed als aansluitpunt van een massakabel én een splitsing van de gaskabel. Daardoor zat er aan het stuur slechts één kabel, die zich boven op de motor in tweeën splitste.

#### Marusho ST, Magnum, Magnum Electra en Lilac R 92
De merknaam was nu ook "Marusho" geworden. Ze werden vrijwel allemaal geëxporteerd, waarschijnlijk zijn slechts circa 50 niet in de Verenigde Staten verkocht. Deze 50 stuks werden verkocht als "Lilac R 92", een naam die was afgeleid van de frame- en motornummers en gebruikt werd omdat "Lilac" in Japan een bekende naam was. De framenummers gingen van F9-0001 tot F9-0590, de motornummers van 2-0001 tot 2-0590, waarbij zelden passende nummers in één motorfiets zaten. De begincijfers "9" en "2" vormden op die manier het typenummer R 92. Omdat er een contract was met de U.S. Marusho Corporation om 100 motorfietsen per maand te leveren, was de productiecapaciteit van de nu kleine Marusho fabriek volledig benut, waardoor er vrijwel geen motorfietsen voor de Japanse of andere buitenlandse markten beschikbaar waren. Toch werden er nog enkele geëxporteerd naar Australië en Nederland.
Het eerste model heette in de Verenigde Staten aanvankelijk "Marusho Imperial", maar de naam werd al snel veranderd in "Marusho ST". Zoals gezegd leek de motor erg op die van de BMW, maar om patentrechten te omzeilen werd een ander ontstekingssysteem en elektrisch systeem gebruikt, terwijl er uiteraard Japanse (Mikuni) 22 mm carburateurs op zaten. Ook de versnellingsbak en de cardanaandrijving waren eigen ontwerpen. De frames waren gewijzigde versies van die van de LS-38 en MF-39 V-twins. De ST werd geleverd in zwart met een zilverkleurige koplamp, achterspatbord en gereedschapsbakje aan de zijkant. Als optie kon voor "Candy Apple Red" gekozen worden. De eerste modellen hadden te lijden onder een aantal kinderziekten: er waren problemen met het kroonwiel van de eindaandrijving, de dynamo en de vervroeging van de ontsteking. Vooral het laatste was een groot probleem, dat op te lossen was door voor $ 35 het originele BMW onderdeel te monteren, maar Marusho en importeur Hiraishi (van U.S. Marusho Corporation) kwamen er samen niet uit. Daarom moest Hiraishi een aantal nieuwe motorfietsen kannibaliseren om de reeds verkochte exemplaren aan het rijden te houden. De Marusho ST kostte in Amerika $ 995.
In 1966 werden er slechts 180 Marusho's geproduceerd, nu onder de naam "Magnum". Dat was veel te weinig, want het afgesproken aantal van 100 per maand was nodig om rendabel te kunnen werken. De framenummers liepen van F9-0601 tot F9-0779 en de motornummers, opnieuw zelden bij de framenummers passend, van 2-0601 tot 2-0779. De kleur was nu helemaal zwart (of Candy Aplle Red) en de cilinders waren, zoals bij de nieuwe BMW R 69 S, zwart gespoten. Het vermogen was toegenomen door nieuwe 28 mm carburateurs te monteren, en de topsnelheid was nu ook aanmerkelijk hoger: 161 km per uur was aanmerkelijk sneller dan het voorbeeld: de BMW R 50/2. De prijs bleef gelijk. De gereedschapskast was nu verchroomd. De koppeling, krukas, nokkenas en cilinders werden gemodificeerd.
Voor het modeljaar 1967 ontwikkelde importeur Hiraishi zelf een nieuwe Marusho, de Magnum Electra. Deze had een startmotor, die waarschijnlijk uit een Italiaanse auto kwam. Hiermee liep Marusho drie jaar vooruit op BMW. Er was nu ook een 12 volt installatie gebruikt, ook al iets waar de BMW's nog jaren op moesten wachten. De accu kon het verbruik van de startmotor maar moeilijk aan, maar er was ook nog een kickstarter aan boord. Door het ontbreken van een choke of zelfs een vlotterknop was de koude start toch nog weleens een probleem. De Magnum Electra kostte $1195 en er werden er slechts 123 geproduceerd. Hoewel slechts weinig merken (op de Amerikaanse markt alleen Harley-Davidson en Honda) een startmotor aanboden, leverde die van Marusho in plaats van een verkoopargument alleen negatieve publiciteit op. De starterkrans was met M6 bouten aan het vliegwiel bevestigd, waardoor ze nogal gemakkelijk afbrak en motorschade veroorzaakte.

#### Tweede faillissement
De Amerikaanse markt werd in de jaren zestig overspoeld door met name Britse motorfietsen. BSA (met de A 65), Triumph met de (Tiger Daytona, de Trophy en de Bonneville) en Norton (met de Atlas), voerden juist op op deze markt een hevige concurrentiestrijd uit, die het kleine Japanse merk Marusho niet kon winnen. Bovendien begonnen de grotere Japanse "broers" zich ook al op de Amerikaanse markt te roeren, zoals Honda met de supersnelle CB 450 "Black Bomber". Eind 1966 of begin 1967 ging het bedrijf opnieuw failliet. Masashi Ito's familiefortuin ging naar de crediteuren en de laatste 50 werknemers werden ontslagen.

### Technische gegevens Lilac modellen <125cc
| Lilac           | JF              | JF-2 90 cc      | JF-2 104 cc          | AQ                 | PV                     | DP                     | BT                   | EN                     | CF-28                    | AS-71                               | CF-40                    | C-81                     |
| --------------- | --------------- | --------------- | -------------------- | ------------------ | ---------------------- | ---------------------- | -------------------- | ---------------------- | ------------------------ | ----------------------------------- | ------------------------ | ------------------------ |
| (Bij-)naam      | Baby Lilac      | Baby Lilac      | Baby Lilac           | Sankyu (Thank You) | Minna                  | Baby Lilac             |                      |                        |                          |                                     | Sue                      |                          |
| Periode         | 1953-1956       | 1953-1956       | 1953-1956            | 1955-1957          | 1956                   | 1957-1958              | 1957-1958            | 1958-1959              | 1959-1961                | 1960                                | 1961                     | 1961-1963                |
| Categorie`      | scooter         | scooter         | scooter              | toermotor          | scooter                | toermotor              | toermotor            | toermotor              | toermotor                | scooter prototype                   | toermotor                | toermotor                |
| Motortype       | tweetakt        | tweetakt        | tweetakt             | kopklep            | tweetakt               | tweetakt               | kopklep              | tweetakt               | kopklep                  | tweetakt                            | kopklep                  | kopklep                  |
| Bouwwijze       | eencilinder     | eencilinder     | eencilinder          | eencilinder        | eencilinder            | eencilinder            | eencilinder          | eencilinder            | V-twin                   | eencilinder                         | V-twin                   | V-twin                   |
| Plaatsing       | langs           | langs           | langs                | langs              | langs                  | dwars                  | langs                | dwars                  | langs                    | dwars                               | langs                    | langs                    |
| Boring          | 48 mm           | 48 mm           | waarschijnlijk 57 mm | 52 mm              | ?                      | 48 mm                  | 52 mm                | 52 mm                  | 44 mm                    | 41 mm                               | 44 mm                    | 44 mm                    |
| slag            | 48 mm           | 48 mm           | waarschijnlijk 48 mm | 58 mm              | ?                      | 48 mm                  | 58 mm                | 58 mm                  | 41 mm                    | 38 mm                               | 41 mm                    | 41 mm                    |
| Cilinderinhoud  | 87 cc           | 87 cc           | 104 cc               | 123 cc             | ca. 125 cc             | 87 cc                  | 123 cc               | 123 cc                 | 124 cc                   | 50 cc                               | 124 cc                   | 124 cc                   |
| Max. Vermogen   | 2,5-3,5 pk      | 2,5-3,5 pk      | 2,5-3,5 pk           | 4,1 pk             | 5,5 pk                 | 6 pk                   | 7 pk                 | 7,5 pk                 | 10,5 pk                  | 4 pk                                | 10,8 pk                  | 11,5 pk                  |
| Topsnelheid     | 50–60 km/h      | 50–60 km/h      | 50–60 km/h           | 85 km/h            | 65 km/h                | 75 km/h                | 90 km/h              | 90 km/h                | 110 km/h                 | 70 km/h                             | 110 km/h                 | 115 km/h                 |
| Aandrijving     | cardan          | cardan          | cardan               | cardan             | tandwielen             | cardan                 | cardan               | cardan                 | cardan                   | CVT                                 | cardan                   | cardan                   |
| Versnellingen   | 2, later 3      | 2, later 3      | 2, later 3           | 3                  | automaat               | 3                      | 3                    | 3                      | 4                        | automaat                            | 4                        | 4                        |
| Rijwielgedeelte | buis- wiegframe | buis- wiegframe | buis- wiegframe      | buis- wiegframe    | plaatframe             | buis- ruggengraatframe | buis- wiegframe      | buis- ruggengraatframe | brugframe                | plaatframe                          | brugframe                | brugframe                |
| Gewicht         | 65 kg           | 65 kg           | 65 kg                | 113 kg             | 87 kg                  | 73 kg                  | 111 kg               | 97 kg                  | 126 kg                   | 62,5 kg                             | 126 kg                   | ?                        |
| Voorvork        | telescoop       | telescoop       | telescoop            | telescoop          | getrokken schommelvork | geduwde schommelvork   | geduwde schommelvork | geduwde schommelvork   | telescoop                | enkelzijdige getrokken schommelvork | telescoop                | telescoop                |
| Achtervork      | star            | star            | star                 | swingarm           |                        |                        |                      |                        |                          |                                     |                          |                          |
| Voorganger      | geen            | geen            | geen                 | geen               | geen                   | geen                   | AQ                   | BT                     | EN                       | DP                                  | CF-28                    | CF-40                    |
| Opvolger        | DP              | DP              | DP                   | BT                 | AS-71                  | geen                   | EN                   | CF-28                  | CF-40                    | geen                                | C-81                     | geen                     |
| Voorbeeld       | geen            | geen            | geen                 | geen               | geen                   | geen                   | geen                 | geen                   | Victoria V35 Bergmeister | geen                                | Victoria V35 Bergmeister | Victoria V35 Bergmeister |

### Technische gegevens Lilac modellen >125cc en <200cc
| Lilac           | ML               | LB               | LC               | KD               | KE              | BR               | FF-40                    | C-82                     |
| --------------- | ---------------- | ---------------- | ---------------- | ---------------- | --------------- | ---------------- | ------------------------ | ------------------------ |
| Periode         | 1950             | 1951             | 1952             | 1952-1953        | 1954            | 1957-1958        | 1961                     | 1961-1963                |
| Categorie       | prototype        | toermotor        | toermotor        | toermotor        | toermotor       | toermotor        | prototype                | toermotor                |
| Motortype       | zijklep          | kopklep          | kopklep          | kopklep          | kopklep         | kopklep          | kopklep                  | kopklep                  |
| Bouwwijze       | eencilinder      | eencilinder      | eencilinder      | eencilinder      | eencilinder     | eencilinder      | V-twin                   | V-twin                   |
| Plaatsing       | langs            | langs            | langs            | langs            | langs           | langs            | langs                    |                          |
| Boring          | 55 mm            | 57 mm            | 57 mm            | 55 mm            | ?               | 62 mm            | ?                        | 44 mm                    |
| slag            | 62 mm            | 62 mm            | 58 mm            | 62 mm            | ?               | 58 mm            | ?                        | 48 mm                    |
| Cilinderinhoud  | 147 cc           | 148 cc           | 148 cc           | 147 cc           | ca. 200 cc      | 175 cc           | ca. 150 cc               | 146 cc                   |
| Max. Vermogen   | ?                | 3,3 tot 5 pk     | 3,3 tot 5 pk     | 3,5 pk           | ?               | 10,2 pk          | ?                        | 14,7 pk                  |
| Topsnelheid     | ?                | 80 km/h          | 80 km/h          | 90 km/h          | ?               | 95 km/h          | 115 k/h                  | 115 km/h                 |
| Aandrijving     | cardan           | cardan           | cardan           | cardan           | cardan          | cardan           | cardan                   | cardan                   |
| Versnellingen   | automaat         | 2                | 2                | 2                | ?               | 3                | 4                        | 4                        |
| Rijwielgedeelte | plaat- wiegframe | plaat- wiegframe | plaat- wiegframe | plaat- wiegframe | buis- wiegframe | buis- wiegframe  | brugframe                | brugframe                |
| Gewicht         | 100 kg           | 100 kg           | 100 kg           | 120 kg           | ?               | 110 kg           | ?                        | ?                        |
| Voorvork        | telescoop        | telescoop        | telescoop        | telescoop        | telescoop       | geduwde schommel | telescoop                | telescoop                |
| Achtervork      | star             | star             | star             | plunjer          | plunjer         | swingarm         | swingarm                 | swingarm                 |
| Voorganger      | geen             | ML               | LB               | LC               | geen            | geen             | geen                     | FF-40                    |
| Opvolger        | LB               | LC               | KD               | geen             | geen            | geen             | C-82                     | geen                     |
| Voorbeeld       | Zündapp OK 200   | Zündapp OK 200   | Zündapp OK 200   | BMW R 25         | BMW R 25        | geen             | Victoria V35 Bergmeister | Victoria V35 Bergmeister |

### Technische gegevens Lilac modellen >200cc en <350cc
| Lilac           | TW                  | KS              | SY              | SW                 | UY              | UY-2            | CY-2                 | FY-5            | LS-18                    | MF-330                   | LS-38                    | MF-39                    | MF-19                    |
| --------------- | ------------------- | --------------- | --------------- | ------------------ | --------------- | --------------- | -------------------- | --------------- | ------------------------ | ------------------------ | ------------------------ | ------------------------ | ------------------------ |
| (Bij-)naam      | Dragon              |                 |                 | Lancer             |                 |                 |                      |                 |                          | Lancer Mark IV           |                          |                          |                          |
| Periode         | 1953-1954           | 1954            | 1955-1956       | 1955-1956          | 1956-1957       | 1956-1957       | 1958                 | 1959            | 1959-1964                | 1960                     | 1960-1964                | 1960-1964                | 1964                     |
| Categorie`      | toermotor           | toermotor       | toermotor       | toermotor          | toermotor       | toermotor       | toermotor            | toermotor       | toermotor                | prototype                | sportmotor               | sportmotor               | toermotor                |
| Motortype       | zijklep             | kopklep         | kopklep         | zijklep            | kopklep         | kopklep         | kopklep              | kopklep         | kopklep                  | kopklep                  | kopklep                  | kopklep                  | kopklep                  |
| Bouwwijze       | tweecilinder boxer  | eencilinder     | eencilinder     | tweecilinder boxer | eencilinder     | eencilinder     | eencilinder          | eencilinder     | V-twin                   | V-twin                   | V-twin                   | V-twin                   | V-twin                   |
| Plaatsing       | langs               | langs           | langs           | langs              | langs           | langs           | langs                | langs           | langs                    | langs                    | langs                    | langs                    | langs                    |
| Boring          | 61 mm               | 70 mm           | 70 mm           | 61 mm              | 70 mm           | 70 mm           | 70 mm                | 70 mm           | 54 mm                    | 58 mm                    | 54 mm                    | 54 mm                    | 54 mm                    |
| slag            | 58 mm               | 63 mm           | 63 mm           | 58 mm              | 63 mm           | 63 mm           | 63 mm                | 63 mm           | 54 mm                    | 63 mm                    | 54 mm                    | 63 mm                    | 63 mm                    |
| Cilinderinhoud  | 339 cc              | 243 cc          | 243 cc          | 339 cc             | 243 cc          | 243 cc          | 243 cc               | 243 cc          | 247 cc                   | 332 cc                   | 247 cc                   | 288 cc                   | 288 cc                   |
| Max. Vermogen   | 10-12 pk            | 9 pk            | 8,5-9,5 pk      | 12 pk              | 9,5 pk          | 10,1 pk         | 13,5 pk              | 15,5 pk         | 18,5 pk                  | ?                        | 20 pk                    | 23,2 pk                  | ?                        |
| Topsnelheid     | 100 km/h            | 100 km/h        | 100 km/h        | 100 km/h           | 110 km/h        | 110 km/h        | 110 km/h             | 110 km/h        | 130 km/h                 | ?                        | 140 km/h                 | 145 km/h                 | 135 km/h                 |
| Aandrijving     | cardan              | cardan          | cardan          | cardan             | cardan          | cardan          | cardan               | cardan          | cardan                   | cardan                   | cardan                   | cardan                   | cardan                   |
| Versnellingen   | 3                   | 3               | 3               | 3                  | 3               | 3               | 3                    | 3               | 4                        | 4                        | 4                        | 4                        | 4                        |
| Rijwielgedeelte | buis- wiegframe     | buis- wiegframe | buis- wiegframe | buis- wiegframe    | buis- wiegframe | buis- wiegframe | buis- wiegframe      | buis- wiegframe | buis- wiegframe          | buis- wiegframe          | buis- wiegframe          | buis- wiegframe          | buis- wiegframe          |
| Gewicht         | 160 kg              | 125 kg          | 142,5 kg        | 177 kg             | 155 kg          | 154 kg          | 150 kg               | 150 kg          | 165 kg                   | 160 kg                   | 160 kg                   | 160 kg                   | 165 kg                   |
| Voorvork        | Earles schommelvork | telescoop       | telescoop       | telescoop          | telescoop       | telescoop       | geduwde schommelvork | telescoop       | telescoop                | telescoop                | telescoop                | telescoop                | telescoop                |
| Achtervork      | plunjer             | plunjer         | plunjer         | plunjer            | swingarm        | swingarm        | swingarm             | swingarm        | swingarm                 | swingarm                 | swingarm                 | swingarm                 | swingarm                 |
| Voorganger      | geen                | geen            | KH              | TW                 | SY              | UY              | UY-2                 | CY-2            | FY-5                     | geen                     | geen                     | geen                     | LS-18                    |
| Opvolger        | SW                  | SY              | UY en UY-2      | geen               | UY-2            | CY-2            | FY-5                 | geen            | MF-19                    | geen                     | geen                     | geen                     | geen                     |
| Voorbeeld       | Zündapp B 250       | BMW R 25        | BMW R 25        | geen               | BMW R 25        | BMW R 25        | geen                 | geen            | Victoria V35 Bergmeister | Victoria V35 Bergmeister | Victoria V35 Bergmeister | Victoria V35 Bergmeister | Victoria V35 Bergmeister |

### Technische gegevens Lilac en Marusho 500cc modellen en BMW R 50/2
De motorvermogens van de Japanse modellen zijn berekend in SAE pk, waardoor de getallen bijna 20% hoger uitvallen ten opzichte van de DIN pk's van de BMW. Daardoor is het ook verklaarbaar dat bijvoorbeeld de Marusho ST met een veel hoger vermogen geen hogere topsnelheid had dan de BMW R 50/2.
|                 | Lilac R 92         | Marusho ST         | Marusho Magnum     | Marusho Magnum Electra | BMW R 50/2         |
| --------------- | ------------------ | ------------------ | ------------------ | ---------------------- | ------------------ |
| Periode         | 1964-1967          | 1964-1965          | 1966               | 1967                   | 1960-1969          |
| Categorie`      | toermotor          | toermotor          | toermotor          | toermotor              | toermotor          |
| Motortype       | kopklep            | kopklep            | kopklep            | kopklep                | kopklep            |
| Bouwwijze       | tweecilinder boxer | tweecilinder boxer | tweecilinder boxer | tweecilinder boxer     | tweecilinder boxer |
| Plaatsing       | langs              | langs              | langs              | langs                  | langs              |
| Boring          | 68 mm              | 68 mm              | 68 mm              | 68 mm                  | 68 mm              |
| slag            | 68 mm              | 68 mm              | 68 mm              | 68 mm                  | 68 mm              |
| Cilinderinhoud  | 494 cc             | 494 cc             | 494 cc             | 494 cc                 | 494 cc             |
| Max. Vermogen   | 35,6 SAE pk        | 35,6 SAE pk        | 40 SAE pk          | 40 SAE pk              | 26 DIN pk          |
| Topsnelheid     | 127 km/h           | 127 km/h           | 161 km/h           | 161 km/h               | 145 km/h           |
| Aandrijving     | cardan             | cardan             | cardan             | cardan                 | cardan             |
| Versnellingen   | 4                  | 4                  | 4                  | 4                      | 4                  |
| Rijwielgedeelte | buis- wiegframe    | buis- wiegframe    | buis- wiegframe    | buis- wiegframe        | buis- wiegframe    |
| Gewicht         | 188 kg             | 188 kg             | 188 kg             | 188 kg                 | 195 kg             |
| Voorvork        | telescoopvork      | telescoopvork      | telescoopvork      | telescoopvork          | Earles voorvork    |
| Achtervork      | swingarm           | swingarm           | swingarm           | swingarm               | plunjer            |
| Voorganger      | geen               | geen               | ST                 | Magnum                 | BMW R 50           |
| Opvolger        | geen               | Magnum             | Magnum Electra     | geen                   | BMW R 50/5         |
| Voorbeeld       | BMW R50/2          | BMW R50/2          | BMW R50/2          | BMW R50/2              | geen               |